# 五輪真弓
五輪真弓（1951年1月24日—），日本創作歌手。其歌曲流行至其他東亞地區，並在1980年香港流行樂壇引起改編風潮。

## 生平
1972年10月，她在CBS新力（即今天的Sony Music Entertainment）正式推出首張個人大碟《少女》。這張大碟是在美國加州錄製的。後來，她在法國聲名日盛。1977年，《蒼空》再次登上城市流行榜。
五輪真弓集作曲、填詞、主唱於一身，被公認為樂壇才女，對香港樂壇的影響早於1970年代末已經出現。1978年，五輪真弓推出的單曲《殘之火》，被徐小鳳改編成為《夜風中》，大為流行。而1980年的《戀人啊》及1981年的《Revival 重演》被改編為譚詠麟的《忘不了你》（國語版為葉璦菱《愛的憧憬》）及《雨絲情愁》更帶來了香港改編歌的高峰。無數香港歌手也演繹過她的改編作品，可見她在80年代的廣東歌壇實在是舉足輕重。
1982年，五輪真弓在香港大球場舉行演唱會，吸引逾8000人入場觀看；翌年又於伊利沙伯體育館舉辦四場演唱會。2014年7月15日，五輪真弓在香港灣仔會展舉行40周年演唱會，吸引大批歌手藝人捧場，包括徐小鳳、容祖兒、林嘉欣、湯寶如、譚小環、關菊英、關寶慧等等；同年亦獲香港歌手容祖兒邀請，為其新專輯創作歌曲，歌名為《樂觀》。

## 專輯
1. 五輪真弓／少女（1972年10月21日発売）
2. 風のない世界（1973年7月1日発売）
3. 時をみつめて（1974年7月21日発売）
4. 本当のことを言えば（1975年3月21日発売）
5. Mayumity - うつろな愛（1975年10月21日発売）
6. えとらんぜ（1977年6月21日発売）
7. 蒼空 - TODAY（1977年11月1日発売）
8. MY SONGS／さよならだけは言わないで（1978年8月1日発売）
9. 残り火（1978年12月5日発売）
10. 岐路（みち）（1979年11月21日発売）
11. 戀人啊（1980年9月6日発売）
12. マリオネット（1981年9月21日発売）
13. 潮騒（1982年10月21日発売）
14. 窓 ～せめて愛を～（1983年10月21日発売）
15. 風の詩（1985年12月5日発売）
16. 時の流れに（1986年9月5日発売）
17. Wind and Roses（1987年5月21日発売）
18. Four Songs（1988年7月1日発売）ミニアルバム
19. ノスタルジー（1988年9月30日発売）
20. 名もなき道（1990年10月21日発売）
21. The Memorial Album（1992年8月21日発売）
22. Personal（1994年3月9日発売）
23. 21世紀（1996年2月1日発売）
24. Time To Sing（2003年4月9日発売）
25. Welcome（2007年10月31日発売）

## 外部連結
- 五輪真弓的Facebook專頁
- YouTube上的五輪真弓頻道
- 五輪真弓官方網站（日語）（页面存档备份，存于）
- sony 單曲 專輯（页面存档备份，存于）